# Polisario
Polisario, även Polisariofronten eller Polisario Front, (arabiska: جبهة البوليساريو, Jabhat al-Bulisaryu; spanska: Frente Polisario) är Västsaharas befrielserörelse, baserad i flyktingläger i Algeriet.
Namnet Polisario är en förkortning av det fullständiga spanska namnet: Frente Popular de Liberación de Saguía el Hamra y Río de Oro (Folkfronten för Saguia al-Hamras och Río de Oros befrielse; الجبهة الشعبية لتحرير الساقية الحمراء ووادي الذهب, al-Jabhat al-Shabiyya li-Tahrir al-Saqiyya al-Hamra wa Wadi al-Dhahab).

## Historia
Polisario bildades 10 maj 1973 efter att Spanien vägrat gå med på FN:s upprepade krav på avkolonisering av dåvarande Spanska Sahara. De genomförde sin första gerillaoperation tio dagar senare och utkämpade 1973–1975 ett framgångsrikt gerillakrig mot Spanien.
Polisarios förste generalsekreterare var Brahim Ghali, innan Mustafa Sayyed El-Wali övertog den posten vid Polisarios andra kongress i augusti 1974.
Polisario utropade den 27 februari 1976 Sahariska Arabiska Demokratiska Republiken (SADR), Västsaharas exilregering, dagen efter Spanien formellt hade lämnat den forna kolonin.
Därefter fick Polisario istället fortsätta strida mot de nya ockupanterna Marocko och Mauretanien, som med början redan 1975 börjat inta Västsahara i samband med Spaniens pågående evakuering. Polisario lyckades 1979 driva ut Mauretanien och få till ett fredssamtal, varefter Marocko var kvar som enda ockupationsmakt.
Polisarios ledare sedan 1974, El-Wali, dödades den 9 juni 1976 under kriget mot Mauretanien. I augusti samma år valdes Mohamed Abdelaziz till generalsekreterare, en post som han hade fram till sin död 2016.
Den 9 juli 2016 valdes Brahim Ghali till ny generalsekreterare.

## Marockansk ockupation
Marocko hävdar att Västsahara är en del av det marockanska territoriet, ett anspråk som inget annat land erkänt. Området anses av FN vara icke-avkoloniserat territorium. FN:s generalförsamling slog i sin resolution 34/37 i november 1979 fast att Marocko måste lämna Västsahara och att Polisario representerar det västsahariska folket.
Marocko har inte hörsammat FN:s krav. Personer som misstänkts sympatisera med Polisario i de ockuperade delarna har gripits och dödats i många fall; på 2000-talet har massgravar uppdagats i dessa områden, men Marocko vägrar låta gräva ut dem.
Polisarios och Sahariska republikens ledning är sedan 1975 baserade i de västsahariska flyktinglägren i Tindouf i västra Algeriet. Man kontrollerar också närmare en tredjedel av Västsahara, de befriade territorierna utanför den marockanska mur som delar landet, men där finns inga städer eller naturresurser av värde.
Sedan 1991 råder ett vapenstillestånd under FN-övervakning, men den i stilleståndsavtalet stipulerade folkomröstningen om självständighet har stoppats av Marocko. Polisario har flera gånger varit nära att återuppta den väpnade kampen, men verkar hållas tillbaka av Algeriet.
Polisario har aldrig använt sig av terrorism utan föredragit klassiskt gerillakrig. Polisarios upprätthåller en 5-10 000 man stark stående armé, och omoderna pansar- och luftvärnsstyrkor. Under krigsåren beräknades armén innehålla närmare 20 000 man, plus kvinnliga hemvärnstrupper, och i en nödsituation kan man mobilisera större delen av den vuxna sahariska befolkningen.

## Politisk organisation

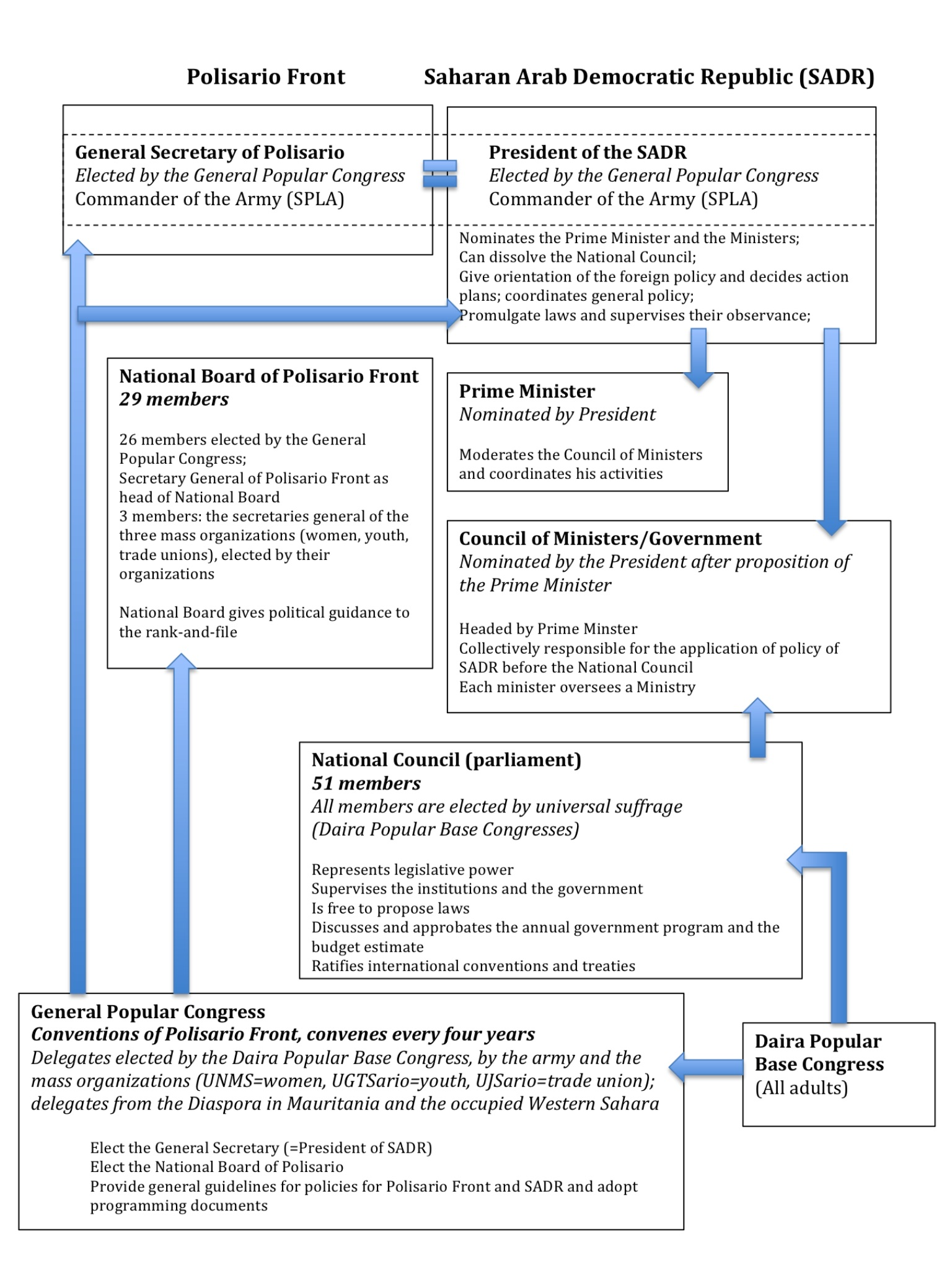
Polisarios och SADR:s nuvarande politiska system i översikt

Ledningen för Polisario, Nationella sekretariatet, och dess ledare, generalsekreteraren, väljs inför varje mandatperiod på Allmänna folkkongressen med omkring 1400 – 2100 valda delegater.
Sedan en ändring av konstitutionen 1982, är Polisarios generalsekreterare även SADR:s president, dessutom är denna överbefälhavare för armén, SPLA (Sahrawi People's Liberation Army).
Polisario är fortfarande det enda partiet. Dess program är huvudsakligen inriktat på befrielsen av Västsahara, och man har uppskjutit flera interna politiska diskussioner tills detta mål är nått. Kopplingen mellan Polisario och staten, SADR, ska enligt konstitutionen bara finnas kvar tills man har en självständig stat inom Västsaharas hela område, varefter konstitutionens föreskrivna parlamentariska demokrati ska gälla. I interimsprogrammet för Västsaharas styre omedelbart efter självständigheten anges bland annat:
- Flerpartidemokrati
- Jämställdhet mellan könen
- En social marknadsekonomi
- Goda relationer med alla grannstater, och byggandet av Maghrebstaternas union.

Både inom republikens ledning och Polisario har kvinnornas inflytande gynnats av att det till största del var kvinnor som organiserade och skötte flyktinglägren under krigsåren, men även saharisk tradition anges gärna som förklaring till kvinnors delaktighet. Polisario har en kvinnlig sektion, UNMS (spansk förkortning för ungefär: Nationella organisationen för sahariska kvinnor), för att bevaka kvinnors rättigheter.

## Radio och TV
Polisario driver en TV-station, RASD TV (spanska: Televisión de la República Arabe Saharaui Democrática), med säte i de sahariska flyktinglägrena i Algeriet, och som gjorde sin första sändning den 20 maj 2009. Den sänder främst på arabiska, inklusive Hassaniyya, och en del på spanska.
Man driver även en radiokanal som bland annat sänder in över det ockuperade Västsahara.

## Solidaritetsrörelser

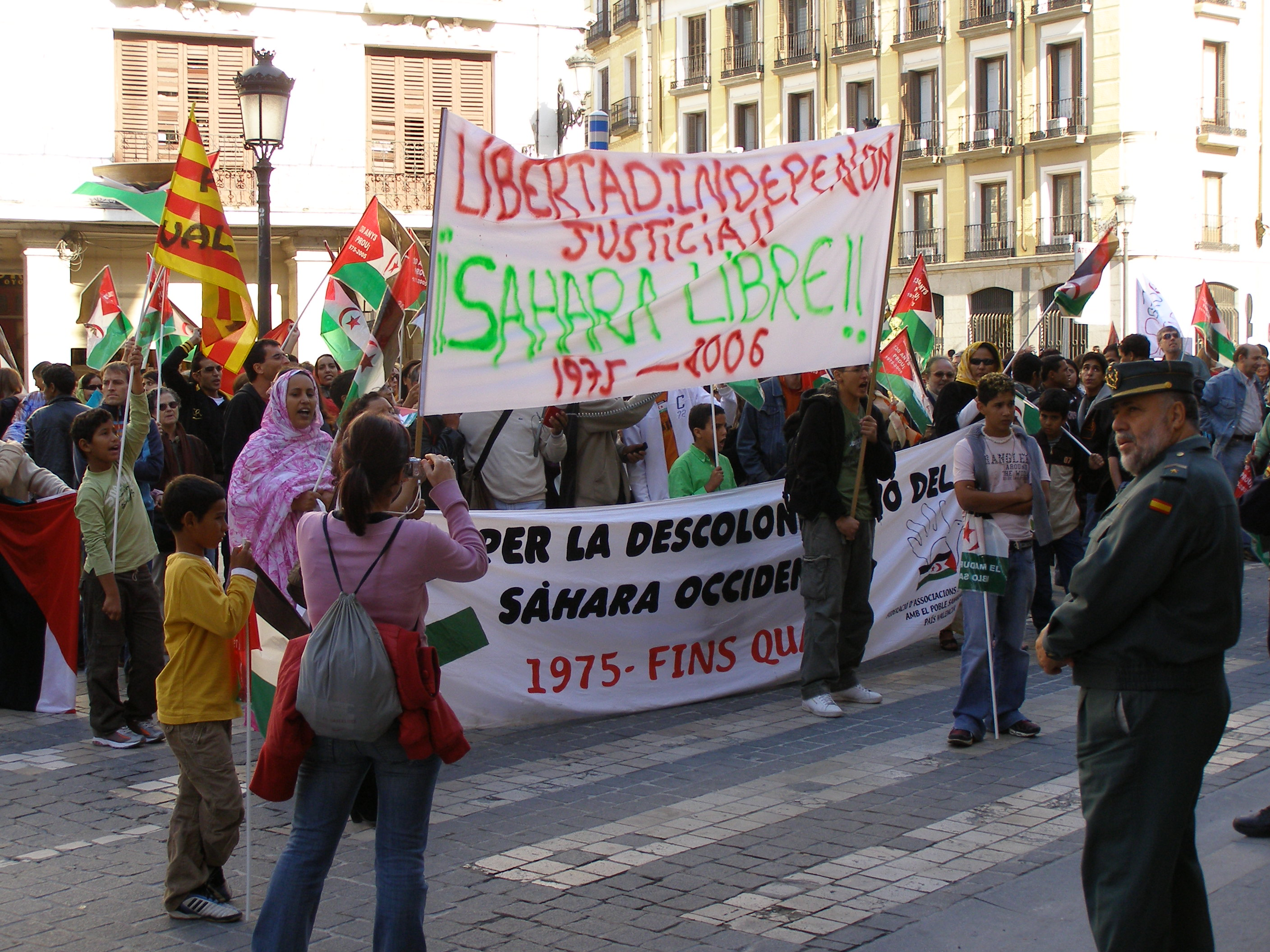
Demonstration i Madrid 2006 för Västsaharas självständighet.

Organisationen har mycket starka band till Algeriet, men får också viktigt stöd från en stark spansk solidaritetsrörelse, som bland annat stöttar flyktinglägren ekonomiskt och socialt. Polisario betraktar sig som timoresiska Fretilins brödrarörelse, och banden mellan Östtimor och Västsahara är starka, på grund av deras likartade historia. Sverige har länge givit bistånd till de sahariska flyktinglägren. Alla politiska partier i riksdagen stödjer i princip den sahariska självbestämmanderätten, och Socialdemokraterna, Folkpartiet, Vänsterpartiet och Centerpartiet har varit aktiva med bistånd i flyktinglägren.
I Sverige finns stödorganisationerna Emmaus Stockholm, Svenska Västsahara Kommittén och Föreningen Västsaharas kvinnor, som bland annat arbetar med politisk påverkan i Sverige och i EU samt stödjer västsahariska civilsamhällesorganisationer. Svenska Västsaharakommittén ger också ut den, numera digitala, Tidskriften Västsahara.